# Kanada i olympiska sommarspelen 1928
Kanada deltog med 69 deltagare vid de olympiska sommarspelen 1928 i Amsterdam. Totalt vann de fyra guldmedaljer, fyra silvermedaljer och sju bronsmedaljer.

## Medaljer

### Guld
- Percy Williams - Friidrott, 100 meter.
- Percy Williams - Friidrott, 200 meter.
- Myrtle Cook, Ethel Smith, Bobbie Rosenfeld och Jane Bell - Friidrott, 4 x 100 meter stafett.
- Ethel Catherwood - Friidrott, höjdhopp.

### Silver
- Donald Stockton - Brottning, fristil, mellanvikt.
- Bobbie Rosenfeld - Friidrott, 100 meter.
- James Ball - Friidrott, 400 meter.
- Joseph Wright Jr. och Jack Guest - Rodd, dubbelsculler.

### Brons
- Raymond Smillie - Boxning, weltervikt.
- James Trifunov - Brottning, fristil, bantamvikt.
- Maurice Letchford - Brottning, fristil, weltervikt.
- James Ball, Stanley Glover, Phil Edwards och Alex Wilson - Friidrott, 4 x 400 meter stafett.
- Ethel Smith - Friidrott, 100 meter.
- Frederick Hedges, Frank Fiddes, John Hand, Herbert Richardson, Jack Murdoch, Athol Meech, Edgar Norris, William Ross och John Donnelly - Rodd, åtta med styrman.
- Garnet Ault, Munroe Bourne, Walter Spence och James Thompson - Simning, 4 x 200 meter frisim.